# Bahadur Xah Kadr Khan
Bahadur Xah Kadr Khan fou sobirà farúquida de Khandesh, fill de Raja Ali Khan Adil Xah IV al que va succeir quan aquest va morir el 5 de febrer de 1597.
Bahadur, disgustat per l'actitud de l'exèrcit mongol a la batalla de Sonpet va endurir les seves condicions. Inicialment va comunicar a l'emissari mogol Abu l-Fazl que no aniria a l'exèrcit mogol en persona. Una aliança matrimonial amb el comandant de les forces mogols a Berar fou transitòria. El gener de 1599 o del 1600 quan el príncep Daniyal, nou governador de Berar al lloc de Sultan Murad, va arribar a Burhanpur, li va refusar una entrevista. Akbar va enviar a Abu l-Fazl a convèncer a Bahadur de presentar excuses pel seu comportament anant a la mateixa cort sense cap èxit; Bahadur poc després es va traslladar a la fortalesa d'Asirgarh i es va preparar per a la guerra i de fet s'alineava amb els enemics d'Akbar, situació que aquest va ressentir molt i va planificar la caiguda de la dinastia.
L'abril del 1600 Akbar va anar personalment a Burhanpur i va ordenar al general Abdur Rahim Khan-i-Khanan assetjar Asirgarh tot i no disposar de material de setge el que deixa suposar que Akbar volia donar oportunitat a Bahadur de fer la submissió salvant la cara. Finalment Akbar va oferir a Bahadur la lliure possessió de Khandesh si Asirgarh es rendia; però quan el rei va ser fora els mogols el van fer presoner (10 de desembre de 1600); però la guarnició de Asirgarh dirigida pel general Yakut Khan resistia i Bahadur es negava a donar l'orde de capitular (i havia donat instruccions secretes de no obeir aquesta orde). Finalment Asirgarh es va rendir (17 o 27 de gener de 1601). Era costum a Khandesh empresonar a tots els membres mascles de la família reial (sota la guàrdia d'un habshi) per evitar disputes dinàstiques i Akbar va trobar a tots el prínceps Asirgarh i així els va fer presoners a tots d'un cop i foren enviats a l'exili. Abu l-Fazl fou nomenat governador de Khandesh (vers abril de 1600) que va quedar annexionat a l”imperi. Bahadur va morir a Agra el 1623/1624.